# Kościół św. Stanisława w Trzcinicy
Kościół świętego Stanisława – rzymskokatolicki kościół parafialny należący do parafii pod tym samym wezwaniem (dekanat Trzcinica diecezji kaliskiej).

## Historia
Jest to świątynia wzniesiona w latach 1804 – 1806, dzięki staraniom Anieli z Jastrzębskich Trzcińskiej Stefanowej. Dach kościoła był remontowany  w 1822, 1827 i 1847 roku. Dzięki staraniem proboszcza Jana Korytkowskiego w 1869 roku do świątyni została dobudowana wysoka wieża. 

## Architektura i wnętrze
Budowla jest, orientowana, murowana, reprezentuje styl klasycystyczny. Nawa nakryta jest sklepieniem kolebkowym na gurtach z lunetami, prezbiterium nakryte jest  żaglastym, balkony przy chórze także żaglastym, natomiast kruchtę nakrywa płaski strop. Pomieszczenie na piętrze nakryte jest stropem drewnianym z podsufitką. Więźba dachowa jest dwukondygnacyjna i posiada dwa rzędy stojące z poprzecznymi i wzdłużnymi zastrzałami. Posadzka] w świątyni składa się z jasnych płytek. Schody są drewniane, zabiegowe, drzwi natomiast są płycinowo-ramowe, dwuskrzydłowe, zamknięte łukiem półokrągłym, do kaplicy są obite blachą i posiadają żeliwne klamki. Okna w kościele są metalowe, szczeblinkowe, dwudzielne, dwupoziomowe i wielopolowe.
Od strony zachodniej znajduje się lekko wysunięta wieża, nakryta cebulastym miedzianym dachem hełmowym. Na dachu hełmowym, w części frontowej, wykuty został w miedzi herb Papieża Jana Pawła II. Dach kościoła jest dwuspadowy, nakryty dachówką karpiówką, przedzielony od strony zachodniej murem kurtynowym na wysokości kruchty, od strony wschodniej nakrywa zewnętrzne schody tworząc pozorne trójboczne zamknięcie. Elewacja zachodnia jest trzyosiowa, dwupoziomowa, z kolei w wieży trzypoziomowa, narożniki są zaokrąglone, ujęte w podwojone pilastry, okna są otoczone pasami tynku, profilowany gzyms koronujący, trzecia kondygnacja wieży ujęta jest w dwa ustawione na piedestale pilastry  toksańskie, w środku okno ujęte jest w dwa mniejsze, podobne pilastry podtrzymujące belkowanie są zwieńczone trójkątnym tympanonem. Elewacje boczne są sześcioosiowe, oś zachodnia oddzielona jest od pozostałych. Okna są ujęte w utworzone w tynku pasy.

## Organy
W kościele znajdują się organy złożone przez organmistrza Stefana Fiołkę z synem Andrzejem Fiołką. Organy poświęcił 11 października 1970 r. ks. arcybiskup Antoni Baraniak. Instrument został zbudowany z części stworzonych przez Józefa Bacha, organmistrza z Rychtala. Historia budowy spisano na 4 metalowych tabliczkach, umieszczonych wewnątrz szafy organowej, cokole prospektu i kontuarze.
Dyspozycja instrumentu:
| Manuał I              | Manuał II             | Pedał         |
| --------------------- | --------------------- | ------------- |
| 1. Prinzipal 8'       | 1. Salicional 8'      | 1. Subbas 16' |
| 2. Geduckt 8' [sic!]* | 2. Aeoline 8'         | 2. Celo 8'    |
| 3. Oktave 4'          | 3. Vox celestis 8' ** |               |
| 4. Progresion 2 2/3'  | 4. Flet travers 4'    |               |
|                       | 5. Picolo 2' ***      |               |